# ورقة 10 جنيه إسترليني البنك الملكي الاسكتلندي
ورقة 10 جنيه إسترليني البنك الملكي الاسكتلندي والمعروفة أيضًا باسم Tenner هي ورقة جنيه إسترليني نقدية. وهي ثالث أصغر فئة من الأوراق النقدية الصادرة عن البنك الملكي الاسكتلندي. اصدرت ورقة البوليمر الحالية في عام 2017، على وجهها صورة العالم ماري سمرفيل وعلى الظهر زوجا قضاعة.

## التاريخ
بدأ البنك الملكي الاسكتلندي بإصدر ورقة 100 جنيه استرليني في عام 1727 وهو نفس العام الذي أسس فيه البنك. كانت الأوراق النقدية المبكرة أحادية اللون وتُطبع على جانب واحد فقط. نظم قانون الأوراق النقدية (اسكتلندا) لعام 1845 إصدار البنوك الاسكتلندية الأوراق النقدية حتى استبدل بقانون البنوك لعام 2009. الأوراق النقدية الاسكتلندية هي عملة قانونية مقبولة بشكل عام في جميع أنحاء المملكة المتحدة. وهي أصلية كما الأوراق النقدية التي يصدرها بنك إنجلترا. ورقة 100 جنيه استراليني هي حاليًا أكبر فئة من الأوراق النقدية الصادرة عن بنك الملكي الاسكتلندي.
لا تسحب الأوراق النقدية الاسكتلندية بنفس الطريقة التي تسحب أوراق بنك إنجلتر بالتالي يمكن العثور على عدة إصدارات مختلفة من ورقة 5 جنيه إسترليني البنك الملكي الاسكتلندي. أصدرت ورقة 10 دولار في عام 1987 جزء من سلسلة إيلاي. على وجه الورقة صورة الورد إيلاي أول محافظ للبنك وصورة اللورد إيلي أيضًا هي العلامة المائية. تشمل عناصر التصميم الأخرى شعار البنك وواجهة منزل دونداس ومقر البنك في إدنبرة وسقف القاعة المصرفية بالمقر الرئيسي. على ظهر ورقة 10 جنيه إسترليني صورة قلعة جلاميس. تشجع لجنة المصرفيين الاسكتلنديين الجمهور أو استبدال الأوراق النقدية القديمة غير البوليمرية بالأوراق الجديدة المصدرة 1 مارس 2018.
أصدرت ورقة 10 جنيه إسترليني البوليمر في عام 2017، كشف عن التصميم الجديد في أبريل 2016 على وجه الورقة صورة العالم ماري سمرفيل وفي الخلفية صورة شاطئ بيرنتيسلاند بالإضافة إلى اقتباس من عمل سومرفيل The Connection of the Physical Sciences. وعلى الظهر صورة زوجا قضاعة واقتباس من قصيدة المراسي لنورمان ماكايج.

## الإصدارات
| السلسلة  | تاريخ الإصدار | اللون | الحجم        | التصميم                                |
| -------- | ------------- | ----- | ------------ | -------------------------------------- |
| إيلي     | 1987          | بني   | 142 × 75 ملم | الوجه: اللورد إيلي؛ الظهر: قلعة جلاميس |
| البوليمر | 4 أكتوبر 2017 | بني   | 132 × 69 ملم | الوجه: ماري سومرفيل. الظهر: زوجا قضاعة |

المعلومات مأخوذة من موقع لجنة المصرفيين الاسكتلنديين.

## روابط خارجية
- The Committee of Scottish Bankers website